# Uzupełnienie Schura
Uzupełnienie Schura – pojęcie w algebrze liniowej i teorii macierzy wiążące elementy macierzy blokowej.
Załóżmy, że {\displaystyle A,B,C,D} są macierzami o wymiarach {\displaystyle p\times p,} {\displaystyle p\times q,} {\displaystyle q\times p}
i {\displaystyle q\times q,} oraz że {\displaystyle D} jest odwracalna.
Niech
{\displaystyle M=\left[{\begin{matrix}A&B\\C&D\end{matrix}}\right]}
tak, że {\displaystyle M} jest macierzą blokową o wymiarach {\displaystyle (p+q)\times (p+q).} Wtedy uzupełnieniem Schura bloku {\displaystyle D} macierzy {\displaystyle M} jest macierz o wymiarach {\displaystyle p\times p} dana przez
{\displaystyle A-BD^{-1}C.}
Uzupełnienie Schura jest wykorzystywane m.in. w eliminacji Gaussa rozwiązywania układów równań liniowych.

## Zastosowania w algebrze liniowej
Uzupełnienie Schura jest w sposób naturalny wykorzystywane przy rozwiązywaniu układu równań liniowych
{\displaystyle Ax+By=a,}
{\displaystyle Cx+Dy=b.}
gdzie {\displaystyle x} oraz {\displaystyle a} są wektorami o wymiarach {\displaystyle p,} natomiast {\displaystyle y,b} są wektorami o wymiarach {\displaystyle q.} Macierze {\displaystyle A,B,C,D} są zdefiniowane jak powyżej. Po pewnych przekształceniach dostajemy
{\displaystyle (A-BD^{-1}C)x=a-BD^{-1}b.}
Wobec tego, jeżeli można odwrócić zarówno macierz {\displaystyle D,} jak i jej uzupełnienie Schura, wtedy można znaleźć {\displaystyle x} i używając równania {\displaystyle Cx+Dy=b} wyznaczyć {\displaystyle y.} W ten sposób problem odwracania macierzy {\displaystyle (p+q)\times (p+q)} został zredukowany do problemu odwracania macierzy {\displaystyle p\times p} oraz {\displaystyle q\times q.} Jednak w praktyce algorytm ten może nie być dokładny.